# Push!!
A Push!! (プッシュ!!; Hepburn: Pusshu!!) egy japán felnőtt játékokkal foglalkozó magazin, melyet a Max ad ki. Mindegyik lapszámhoz mellékelnek egy DVD-t. 1993-ban alapították Fantasienne (ファンタジェンヌ; Hepburn: Fantajennu) néven. Eredetileg a Sinjusa adta ki, amíg később fel nem vásárolta a Max.

## Külső hivatkozások
- A Push!! hivatalos weboldala (japánul)